# Stefan Jasieńko
Stefan Jasieńko (ur. 8 lutego 1921, zm. 5 lutego 2009) – polski inżynier chemik. Absolwent Politechniki Lwowskiej. Od 1971 profesor na Wydziale Chemicznym Politechniki Wrocławskiej. Pochowany na Cmentarzu Świętej Rodziny we Wrocławiu.

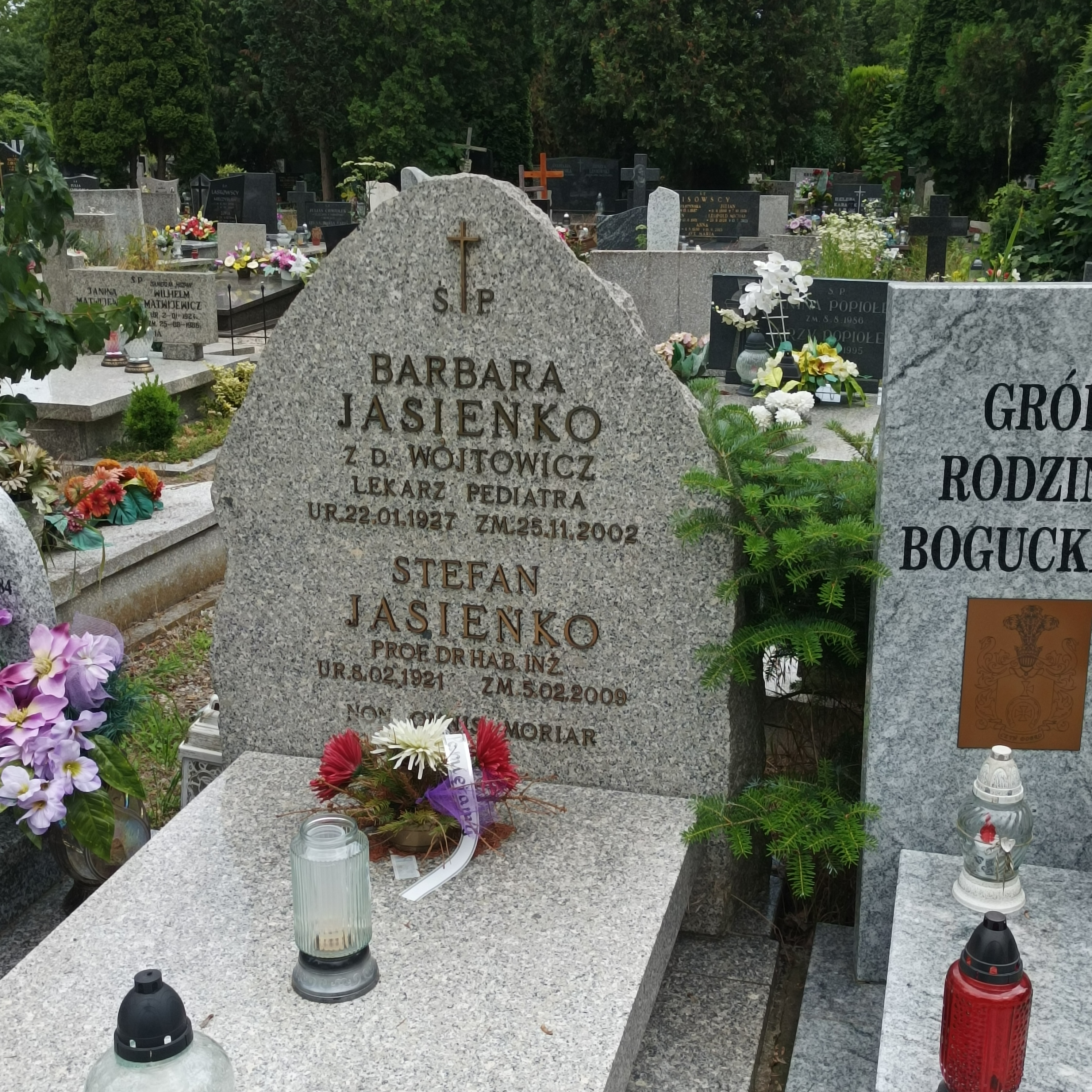
Grób prof. Stefana Jasieńki na Cmentarzu Świętej Rodziny